# Burgstall Blumenstein (Zierenberg)
Der Burgstall Blumenstein ist eine abgegangene Höhenburg aus dem 12. oder 13. Jahrhundert nahe Zierenberg im hessischen Landkreis Kassel.

## Geographische Lage

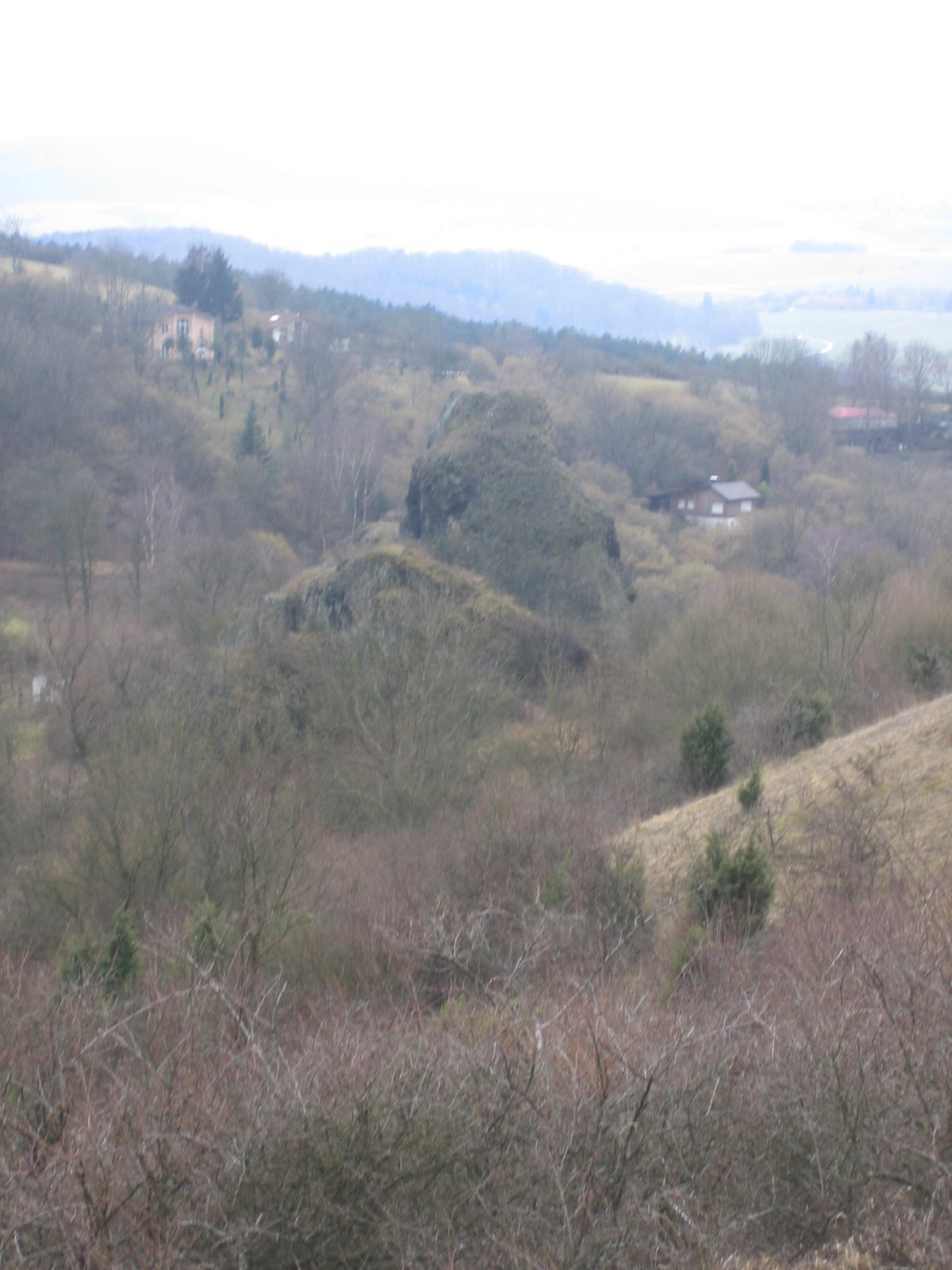
Wichtelkirche

Die kleine Burg Blumenstein stand im Nordteil des Naturparks Habichtswald 2,8 km ostsüdöstlich von Zierenberg. Sie befand sich zwischen Hohem (578,7 m) und Kleinem Dörnberg (481,6 m) nahe den Zierenberger Weilern Friedrichstein und Heilerbach am Rand vom oberen Tal des kleinen Heilerbachs, einem östlichen Zufluss der Warme. Ein kahler und einer Kirche ähnelnder Basaltfels (ca. 390 m ü. NHN), „Wichtelkirche“ genannt, diente als Standort.

## Geschichte
Erbauer der Burg waren die im Jahre 1213 erstmals und 1445 letztmals urkundlich erwähnten Herren von Blumenstein, Lehnsmannen der Landgrafen von Hessen. Die Burg erscheint nur einmal 1342 ausdrücklich in der urkundlichen Überlieferung. Die Burg wird im Jahr 1386 als „bereits verfallen“ und 1430 als „nur noch wüst“ erwähnt. Erhalten ist von ihr außer Mörtelspuren und Ziegelbruchstücken nichts. Am Fuß des Felsens finden sich unter dichten Hecken Reste eines Walls und Grabens.
Etwa 300 m südwestlich der Wichtelkirche wurden im Wiesengelände Keramikscherben gefunden, Zeugnisse einer verlassenen Siedlung, der Wüstung Blumenstein. Die Siedlung wurde 1308 und 1386 erwähnt.